# Federico Ravaglia
Federico Ravaglia (Bologna, 11 novembre 1999) è un calciatore italiano, portiere del Bologna.

## Carriera
Cresciuto nel settore giovanile del Bologna, dopo aver trascorso due stagioni come terzo portiere dei felsinei, il 10 luglio 2018 viene ceduto in prestito al Südtirol; dopo aver collezionato soltanto due presenze complessive con il club biancorosso, il 23 luglio 2019 si trasferisce, sempre a titolo temporaneo, al Gubbio, con cui disputa il campionato da titolare. Rientrato al Bologna, il 4 agosto 2020 prolunga con il club emiliano fino al 2023; debutta in Serie A con la squadra rossoblù il 13 dicembre seguente, nella partita persa per 1-5 contro la Roma, eguagliando così il record negativo detenuto da Gianluca Pegolo per il maggiore numero di reti subite all'esordio nella massima serie.
Il 17 luglio 2021 viene ceduto a titolo temporaneo al Frosinone; il 21 luglio 2022 passa con la stessa formula alla Reggina, facendo tuttavia ritorno al Bologna nel successivo mese di gennaio. Con l'arrivo di Thiago Motta sulla panchina dei rossoblù inizia ad alternarsi nel ruolo con il titolare Łukasz Skorupski, risultando decisivo nella vittoria agli ottavi di Coppa Italia ottenuta per 1-2 contro l'Inter, in cui ha parato un rigore a Lautaro Martínez. Il 29 gennaio 2025 fa il suo esordio nelle coppe europee, giocando da titolare la partita in casa dello Sporting Lisbona, pareggiata per 1-1, valida per l'ottava giornata della fase campionato di Champions League. 

## Statistiche

### Presenze e reti nei club
Statistiche aggiornate al 25 maggio 2025.
| Stagione        | Squadra         | Campionato      | Campionato | Campionato | Coppe nazionali | Coppe nazionali | Coppe nazionali | Coppe continentali | Coppe continentali | Coppe continentali | Altre coppe | Altre coppe | Altre coppe | Totale | Totale |
| Stagione        | Squadra         | Comp            | Pres       | Reti       | Comp            | Pres            | Reti            | Comp               | Pres               | Reti               | Comp        | Pres        | Reti        | Pres   | Reti   |
| --------------- | --------------- | --------------- | ---------- | ---------- | --------------- | --------------- | --------------- | ------------------ | ------------------ | ------------------ | ----------- | ----------- | ----------- | ------ | ------ |
| 2017-2018       | Bologna         | A               | 0          | 0          | CI              | 0               | 0               | -                  | -                  | -                  | -           | -           | -           | 0      | 0      |
| 2018-2019       | Südtirol        | C               | 1          | -1         | CI+CI-C         | 0+1             | 0 + -1          | -                  | -                  | -                  | -           | -           | -           | 2      | -2     |
| 2019-2020       | Gubbio          | C               | 24         | -25        | CI-C            | 1               | 0               | -                  | -                  | -                  | -           | -           | -           | 25     | -25    |
| 2020-2021       | Bologna         | A               | 4          | -10        | CI              | 0               | 0               | -                  | -                  | -                  | -           | -           | -           | 4      | -10    |
| 2021-2022       | Frosinone       | B               | 27         | -30        | CI              | 1               | -1              | -                  | -                  | -                  | -           | -           | -           | 28     | -31    |
| 2022-gen. 2023  | Reggina         | B               | 4          | -5         | CI              | 1               | -1              | -                  | -                  | -                  | -           | -           | -           | 5      | -6     |
| gen.-giu. 2023  | Bologna         | A               | 0          | 0          | CI              | 0               | 0               | -                  | -                  | -                  | -           | -           | -           | 0      | 0      |
| 2023-2024       | Bologna         | A               | 6          | -3         | CI              | 2               | -1              | -                  | -                  | -                  | -           | -           | -           | 8      | -4     |
| 2024-2025       | Bologna         | A               | 12         | -14        | CI              | 2               | -1              | UCL                | 1                  | -1                 | -           | -           | -           | 15     | -16    |
| 2025-2026       | Bologna         | A               | -          | -          | CI              | -               | -               | UEL                | -                  | -                  | SI          | -           | -           | -      | -      |
| Totale Bologna  | Totale Bologna  | Totale Bologna  | 22         | -27        |                 | 4               | -2              |                    | 1                  | -1                 |             | -           | -           | 27     | -30    |
| Totale carriera | Totale carriera | Totale carriera | 78         | -88        |                 | 8               | -5              |                    | 1                  | -1                 |             | -           | -           | 87     | -94    |

## Palmarès
- Coppa Italia: 1

Bologna: 2024-2025